# Mason Alexander Park
Pour les articles homonymes, voir Park.
Mason Alexander Park est un acteur américain, né le 12 juillet 1995, non-binaire et utilisant les pronoms they/them/theirs en anglais.
Mason Park a acquis une notoriété dans le théâtre, remportant un prix Helen Hayes. À la télévision, l'artiste se fait connaître pour ses rôles dans les adaptations Netflix de l'anime Cowboy Bebop (2021) et Sandman de Neil Gaiman (2022). C'est également l'une des têtes d’affiches de la suite de Code Quantum, diffusée depuis 2022.

## Biographie
Mason Park naît à Fairfax, en Virginie, avant de s'installer en Caroline du Nord et découvre le métier d'acteur lors d'un camp d'été au Texas. Ayant besoin d'un nouvel environnement après avoir été victime d'intimidation à l'école, Mason Park part à Los Angeles avec sa mère et s'inscrit au Grand Arts High School, y obtenant en 2016 un baccalauréat des arts en théâtre musical de la Point Park University de Pittsburgh. 

## Filmographie

### Film
- 2015 : Not in My Backyard : un étudiant[5]
- 2019 : Before You Know It : Fellow[6]

### Télévision
- 2010 : Pizza & Karaoke
- 2011 : iCarly : Toby Peterson (1 épisode)
- 2012 : Broadway or Bust : lui-même
- 2013 : Les aventures épiques de Bucket & Skinner : Tobie (2 épisodes)
- 2020 : Acting for a Cause : divers
- 2021 : Cowboy Bebop : Gren (5 épisodes)[7]
- 2022 : La Légende de Vox Machina : Gardien de taverne (voix)[8]
- 2022-2025 : Sandman : Désir[9]
- 2022-2024 : Code Quantum : Ian Wright[10]

### Sur le net
- 2017 : Transplants : Mas

## Théâtre
- 2015 : Mary Poppins : Miss Andrew
- 2015 : Altar Boyz : Mark
- 2015 : L’éveil du printemps : Moritz
- 2016 : South Pacific : Professor
- 2017-2021: Hedwig and the Angry Inch : Hedwig
- 2018 : The Rocky Horror Show : Dr Frank N Furter
- 2019 : Cabaret : Emcee
- 2020 : I Am My Own Wife : Charlotte von Mahlsdorf
- 2021 : The Pansy Craze : Solo Show
- 2025 : "Much ado about Nothing" Shakespeare Théâtre Royal Drury Lane Londres : Margaret

## Audio
- 2019 : Loveville High : Jendrix[11]

## Récompenses et nominations
| Année | Prix             | Catégorie                                                   | Travail | Résultat | Ref.   |
| ----- | ---------------- | ----------------------------------------------------------- | ------- | -------- | ------ |
| 2020  | Prix Helen Hayes | Interprète principal exceptionnel dans une comédie musicale | Cabaret | Lauréat  | [ 12 ] |